# Danny Trejo
Danny Trejo (en espagnol : [ˈdani ˈtɾexo], en anglais : [ˈdæni ˈtrɛhoʊ]) est un acteur et producteur américain d'origine mexicaine, né le 16 mai 1944 à Echo Park (Los Angeles, Californie).
Connu pour ses rôles secondaires dans des films comme Heat, Desperado, Une nuit en enfer, Le jaguar, Animal Factory, Anaconda, le prédateur, Les Ailes de l'enfer, Six jours, sept nuits ou encore xXx et tenant des petits rôles au sein de séries télévisées à succès comme X-Files, Alias, Monk, Bones, Desperate Housewives ou encore Breaking Bad, il connaît une mise en avant importante en jouant le rôle titre du film Machete (2010), personnage qu'il tient de manière secondaire dans la franchise Spy Kids (2001-2011). Il reprend le personnage dans Machete Kills (2013).
Par la suite, il alterne les premiers rôles dans diverses productions de séries B et Z comme Death Race (2010-2018) et Bad Ass (2012-2015), tout en continuant d'apparaitre dans un grand nombre de séries, comme Sons of Anarchy (2011-2012) et Flash (2017-2019). Interprète d'Umberto Robina dans les jeux vidéo Grand Theft Auto: Vice City (2002) et Grand Theft Auto: Vice City Stories (2006), Trejo devient à partir des années 2010 un acteur prolifique de l'animation et de la scène vidéoludique, prêtant notamment sa voix à Raul Tejada dans le jeu Fallout: New Vegas (2010), Tronos dans 3Below: Tales of Arcadia (2019) ou Cabrakan dans Maya and the Three (en) (2021).
Il est également connu pour avoir joué dans les publicités pour la marque Old El Paso.

## Biographie

### Jeunesse
Daniel Trejo est d’origine mexicaine. Son enfance est difficile : il traîne dans les rues de son quartier à Los Angeles avec son oncle, commettant divers délits et devient dépendant à la drogue, notamment l’héroïne à l’âge de 12 ans. Il se retrouve plusieurs fois en prison.
Il se découvre un talent pour la boxe dont il envisage d'abord de faire sa profession, mais il est condamné à onze ans de prison pour trafic de stupéfiants et cambriolages. Sa carrière de boxeur est prématurément stoppée.
Durant sa détention à la prison d'État de San Quentin, il remporte des concours en catégories poids léger et welter, tout en suivant un programme de réhabilitation qui lui permet de se débarrasser de l'emprise de la drogue. Il sort en août 1969.
Pendant dix ans, il vit de petits boulots et participe à un programme de parrainage d'anciens drogués.

### Carrière

#### Cinéma
Parmi ses plus grands succès, on[Qui ?] peut noter Anaconda, le prédateur, xXx, , Il était une fois au Mexique... Desperado 2, Heat, Les Ailes de l'enfer, Six jours, sept nuits,  Spy Kids,  Présentateur vedette : La Légende de Ron Burgundy, The Devil's Rejects et Machete. Danny Trejo est célèbre pour son visage aux traits marqués, souvent affublé d'une longue moustache, et ses tatouages (son torse est recouvert par le tatouage d'une femme portant un sombrero). Il joue souvent des rôles d'antagoniste, bien qu'on puisse également le voir comme protagoniste dans la tétralogie Spy Kids de Robert Rodriguez, dans le film Heat de Michael Mann ou encore dans le remake Halloween de Rob Zombie. Acteur fétiche de Robert Rodriguez, il incarne souvent dans ses films des personnages portant des noms de couteaux : Machete dans Spy Kids et le film homonyme, Razor Charlie dans Une nuit en enfer (il est le seul acteur à apparaître également dans les deux suites, bien que jouant deux personnages différents - Razor Charlie et Razor Eddie), Navajas (« lames » en espagnol) dans Desperado et Cuchillo (« couteau » en espagnol) dans Predators.

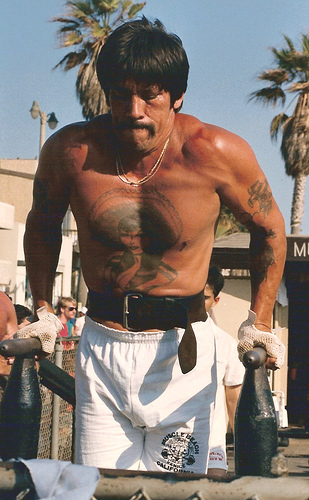
Danny Trejo à Muscle Beach à Los Angeles.

En 1985, alors qu'il assiste à une réunion de cocaïnomanes anonymes, il fait la connaissance d'un jeune homme travaillant dans l'industrie du cinéma. Son nouvel ami le fait engager comme figurant sur le tournage de Runaway Train. Le scénariste Edward Bunker, lui-même ancien prisonnier et auteur de romans policiers respecté, reconnaît Danny Trejo qu'il avait connu à San Quentin. N'ayant pas oublié ses talents de boxeur, il le paye environ 320 $ par jour pour entraîner Eric Roberts, l'un des acteurs vedettes. Le réalisateur Andreï Kontchalovski apprécie le travail de l'acteur et lui offre finalement un rôle de figuration, celui d'un boxer, dans le film.
En 1995, il entame une collaboration avec son cousin Robert Rodriguez qui le choisit pour incarner un assassin silencieux muni de couteaux dans le néo-western Desperado. Le cinéaste souhaite développer le genre de la Mexploitation (en) avec un projet de film mettant en scène Trejo dans la peau d'un ancien policier en quête de vengeance. Mais entretemps, Rodriguez pense que Trejo doit gagner en notoriété et décide de lui donner d'autres rôles dans ses films. Il le dirige ainsi dans Une nuit en enfer l'année d'après, puis lui offre le rôle de l'oncle Machete dans la trilogie Spy Kids entre 2001 et 2003. En 2010, Machete, le projet de Rodriguez voit finalement le jour et offre à l'acteur son premier rôle principal ainsi qu'une reconnaissance mondiale.

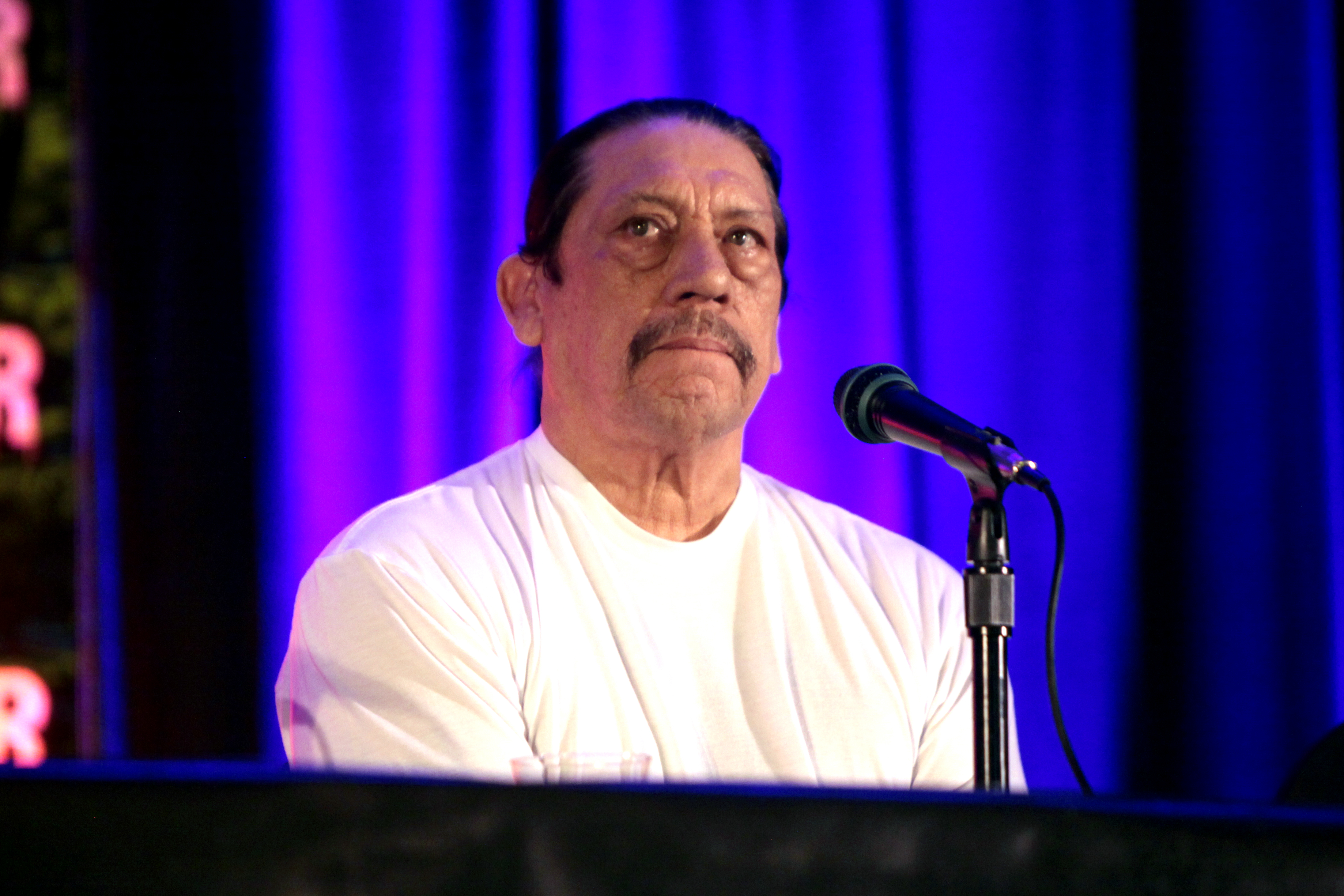
Danny Trejo à un festival en 2016.

En 2020, il apparait dans la 3e adaptation cinématographique de Bob L'éponge, intitulée Bob l'éponge, le film : Éponge en eaux troubles, qui sort le 5 juillet 2020,. Si la sortie du film au cinéma est annulée mondialement à cause du coronavirus, il est un succès sur Netflix et obtient des critiques élogieuses,.
En 2021, il est l'un des nombreux invités du film Muppets Haunted Mansion, aux côtés de Chrissy Metz, Will Arnett, Taraji P. Henson, John Stamos ou encore Darren Criss.
Il est connu comme étant l'un des acteurs ayant été tué le plus de fois au cinéma, à savoir environ 65 fois.

#### Télévision
Il a aussi joué dans de très nombreuses séries télévisées, dont : Alerte à Malibu (1991-1992), Le Rebelle (1996), Walker, Texas Ranger (1998-1999), X-Files : Aux frontières du réel (2000), Alias (2003), Monk (2004), Desperate Housewives (2005), Stargate Atlantis (2007), Modern Family (2010), Bones (2011), Sons of Anarchy (2011-2012), NCIS : Los Angeles (2014) ou encore Flash (2017-2019).
En 2009, il joue Tortuga dans un épisode de la deuxième saison de Breaking Bad. Il reprend le rôle l'année suivante dans la troisième saison, également le temps d'un épisode.
En 2019, il joue un vampire dans un épisode de la série comique What We Do in the Shadows.
En 2022, il joue un dresseur de Rancors dans un épisode de la série Le Livre de Boba Fett produite par Robert Rodriguez.

#### Animation et jeux vidéo
En 2002, il prête sa voix au chef du gang des Cubains Umberto Robina dans le jeu vidéo Grand Theft Auto: Vice City. Il reprend le personnage en 2006 dans la prequelle Grand Theft Auto: Vice City Stories
En 2004, son personnage fait partie de la bande rivale de Snoop dog avec Busta Rymes ou encore Fat Joe dans le jeu de combat Def Jam For New York.
En 2010, il prête sa voix à la goule mécano Raul Tejada dans le jeu Fallout: New Vegas.
En 2011, il apparait aux côtés du réalisateur George A. Romero, de l'actrice Sarah Michelle Gellar ainsi que des acteurs Robert Englund et Michael Rooker, dans la carte Call of the Dead  du mode zombies du jeu vidéo Call of Duty: Black Ops, 7e épisode de la franchise Call of Duty.
En 2021, il prête sa voix à Ram Man dans la série d'animation Les Maîtres de l'univers : Révélation de Kevin Smith, suite de la série d'animation Les Maîtres de l'Univers de 1983. Il joue aussi son propre rôle dans un contenu téléchargeable du jeu Far Cry 6.
En 2022, il prête sa voix au personnage de Stronghold dans Les Minions 2 : Il était une fois Gru (Minions: The Rise of Gru). Durant la cérémonie des The Game Awards 2022 du 8 décembre 2022, il est annoncé qu'il prête sa voix et son visage à un personnage du jeu Crime Boss: Rockay City de 505 Games, dont la sortie est prévue pour le 28 mars 2023. La distribution comprend également Michael Madsen, Michael Rooker, Kim Basinger, Danny Glover ou encore Chuck Norris.
Le film familial Un Quartier Totalement Wouf!, produit par Haim Saban, dont il est l’une des stars avec Dolph Lundgren, Jerry O'Connell, Jennifer Love Hewitt, Rob Schneider, Eric Roberts et Malcolm McDowell, paru en 2021 aux Etats-Unis, sort en 2023 en France sur Amazon Prime.
En 2024, il prête ses traits et sa voix pour interpréter le personne de Dwight Mendez dans le jeu vidéo Like a Dragon: Infinite Wealth.

### Vie privée
Marié à Debbie Trejo, ils ont trois enfants : Danny Boy (né en 1981 d'un précédent mariage), Gilbert (né en 1988) et Danielle (née en 1994). Il est le cousin éloigné du réalisateur Robert Rodríguez et apparaît souvent dans ses films.
Danny Trejo a avoué être étonné de se voir demander aujourd'hui des autographes dans la rue, là-même où jadis il commettait ses méfaits. Il a également affirmé choisir souvent des rôles de méchants afin de montrer aux jeunes que les méchants meurent souvent. Il intervient régulièrement dans des lycées, où il tente de persuader les jeunes de ne pas commettre les mêmes erreurs que lui dans le passé[réf. nécessaire].
Il parle un espagnol parfait.

## Filmographie
Sauf indication contraire, les informations mentionnées dans cette section peuvent être confirmées par la base de données cinématographiques IMDb,  présente dans la section « Liens externes ».

### Cinéma

#### Longs métrages

##### Années 1980-1990
- 1985 : Runaway Train d'Andreï Kontchalovski : le boxeur
- 1987 : Hidden de Jack Sholder : un prisonnier au poste de police
- 1987 : Le justicier braque les dealers (Death Wish 4: The Crackdown) de Jack Lee Thompson : Art Sanella
- 1987 : Penitentiary III de Jamaa Fanaka (en)
- 1988 : À l'épreuve des balles (Bulletproof) de Steve Carver :
- 1989 : Cage de Lang Elliott : Danny, le garde du corps de Costello
- 1989 : Haute Sécurité (Lock Up) de John Flynn : l'un des membres du gang de Chink
- 1989 : Kinjite, sujets tabous (Kinjite : Forbidden Subjects) de Jack Lee Thompson : Détenu
- 1990 : Maniac Cop 2 de William Lustig : un prisonnier
- 1991 : La Putain de Ken Russell : le tatoueur
- 1991 : Désigné pour mourir (Marked for Death) de Dwight H. Little : Hector
- 1993 : Les Princes de la ville (Blood in, Blood out) de Taylor Hackford : Geronimo
- 1993 : Sunset Grill de Kevin Connor
- 1993 : My Crazy Life (Mi vida loca) d'Allison Anders : Frank
- 1993 : Doppleganger d'Avi Nesher : l'ouvrier obscène
- 1995 : Desperado de Robert Rodriguez : Navajas
- 1995 : Heat de Michael Mann : Trejo
- 1996 : Une nuit en enfer (From Dusk Till Dawn) de Robert Rodriguez : Razor Charlie
- 1996 : Le Jaguar de Francis Veber : Kumare
- 1997 : Champions
- 1997 : Les Ailes de l'enfer (Con Air) de Simon West : Johnny Baca, dit Johnny 23
- 1997 : Anaconda, le prédateur (Anaconda) de Luis Llosa
- 1997 : Un tueur pour cible d'Antoine Fuqua : Collins
- 1997 : Los Locos de Jean-Marc Vallée : Manuel Batista
- 1998 : Six jours, sept nuits (Six Days Seven Nights) d'Ivan Reitman : Pierce
- 1998 : Ultime Recours (Point Blank) de Matt Earl Beesley
- 1999 : Piège fatal (Reindeer Games) de John Frankenheimer : Jumpy
- 1999 : Inferno (Coyote Moon / Desert Heat) de John G. Avildsen : Johnny Six Toes
- 1999 : Une nuit en enfer 2 : Le Prix du sang (From Dusk Till Dawn 2: Texas Blood Money) de Scott Spiegel : Razor Eddie
- 1999 : Une nuit en enfer 3 : La Fille du bourreau (From Dusk Till Dawn 3: The Hangman's Daughter) de P. J. Pesce : Razor Charlie

##### Années 2000
- 2000 : Animal Factory de Steve Buscemi : Vito
- 2001 : Spy Kids : Les Apprentis Espions (Spy Kids) de Robert Rodriguez : Isidoro « Machete » Cortez
- 2001 : Salton Sea (The Salton Sea) de D. J. Caruso : Little Bill
- 2002 : xXx de Rob Cohen : El Jefe
- 2002 : Spy Kids 2 : Espions en herbe (Spy kids 2: The Island of Lost Dreams) de Robert Rodriguez : Machete
- 2003 : The Crow: Wicked Prayer, de Lance Mungia : Harold
- 2003 : Il était une fois au Mexique... Desperado 2 (Once Upon a Time in Mexico) de Robert Rodriguez : Cucuy
- 2003 : Spy Kids 3 : Mission 3D (Spy kids 3-D: Game Over) de Robert Rodriguez : Machete
- 2004 : Présentateur vedette : La Légende de Ron Burgundy (Anchorman) d'Adam McKay : le barman
- 2004 : Wake Up, Ron Burgundy: The Lost Movie d'Adam McKay : le barman
- 2005 : The Devil's Rejects de Rob Zombie : Rondo
- 2006 : SherryBaby de Laurie Collyer
- 2006 : Hood of Horror de Stacy Title
- 2006 : Danny Roane : First Time Director d'Andy Dick : Hector
- 2007 : Fausse bande-annonce Machete de Robert Rodriguez (dans le diptyque Grindhouse de Robert Rodriguez et Quentin Tarantino) : Machete
- 2007 : Halloween (Rob Zombie's Halloween) de Rob Zombie : Ismael Cruz
- 2007 : La Prison hantée : Fury
- 2007 : Urban Justice de Don E. FauntLeRoy : El Chivo
- 2007 : Delta Farce de C. B. Harding : Carlos Santana
- 2007 : Smiley Face de Gregg Araki : Albert
- 2008 : Toxic d'Alan Pao : Antoine
- 2008 : Alone in the Dark 2 (Alone in the Dark: Fate of Existence) de Peter Scheerer : Perry
- 2008 : Necessary Evil de Peter J. Eaton : Barro
- 2008[n 2] : Chinaman's Chance: America's Other Slaves d'Aki Aleong : Manolo
- 2009 : Fanboys de Kyle Newman : le chef
- 2009 : The Grind de John Millea : Nicholi Guzman
- 2009 : The Boys of Ghost Town de Pablo Veliz : Xavier
- 2009 : Eyeborgs de Richard Clabaugh : G-Man
- 2009 : The Line de James Cotten (en) : Mario
- 2009 : Saint John of Las Vegas de Hue Rhodes : Bismarck
- 2009 : Modus Operandi de Frankie Latina : le directeur Holiday
- 2009 : Danny la terreur (Babysitters Beware) de Douglas Horn et Wallace J. Molton : Clyde Santiego

##### Années 2010
- 2010 : The Killing Jar de Mark Young : Jimmy
- 2010 : La Balade de Crazy Joe (Shoot the Hero) de Christian Sesma : Crazy Joe
- 2010 : Commando de l'ombre (Shadows in Paradise) de J. Stephen Maunder : Matador (directement en DVD)
- 2010 : Pastor Shepherd d'Edwin L. Marshall : Phil Harrison
- 2010 : Project X27 de Joaquin Perea : Mondo
- 2010 : Predators de Nimród Antal : Cuchillo
- 2010 : Gun de Jessy Terrero : Frankie Makina
- 2010 : Beatdown de Mike Gunther : Marcus
- 2010 : Machete de Robert Rodriguez et Ethan Maniquis : Machete Cortez
- 2010 : The Bill Collector (en) de Cristóbal Krusen (en) : Frankie Guttierez
- 2010 : Death Race 2 de Roel Reiné : Goldberg (directement en DVD)
- 2010 : American Flyer de Mark L. Christensen : oncle John
- 2010 : Boston Girls de Gabriel Bologna : oncle Reggie
- 2010[n 3] : The Mercenary (The Lazarus Papers) de Jeremiah Hundley : Aroon
- 2010 : Justin Time de Rob Diamond : Mardock (directement en DVD)
- 2010[n 4] : American Lowrider (Lean Like a Cholo) de Rick Najera et Demetrius Navarro : O. G. (directement en DVD)
- 2010 : Six Days in Paradise de John Vidor : Ruben Skinner
- 2010 : Food Stamps d'Alfredo Ramos : M. Fernandez
- 2011 : Recoil (en) de Terry Miles : Drayke Santiago
- 2011 : Blacktino d'Aaron Burns : Rogelio
- 2011 : Cross de Patrick Durham : Ripper (directement en DVD)
- 2011[n 5] : Dark Games de Charles Hage : Archie (directement en DVD)
- 2011 : The Redemption (House of the Rising Sun) de Brian A. Miller : Carlos Marcella (directement en DVD)
- 2011 : Poolboy: Drowning Out the Fury de Garrett Brawith : Caesar
- 2011 : Spy Kids 4: Tout le temps du monde (Spy Kids: All the Time in the World) de Robert Rodriguez : Isador « Machete » Cortez
- 2011 : Violet and Daisy de Geoffrey Fletcher : Russ
- 2011 : Le Joyeux Noël d'Harold et Kumar (A Very Harold and Kumar 3D Christmas) de Todd Strauss-Schulson : M. Perez
- 2011 : In the Shadow de Nicole Elmer : l'Hermite
- 2012 : La Véritable Histoire d'Edward et Bella chapitre 4 - 1/2 : Indigestion (Breaking Wind) de Craig Moss : Billy Black (directement en DVD)
- 2012 : Bad Ass de Craig Moss : Frank Vega
- 2012 : Sushi Girl de Kern Saxton : Schlomo
- 2012 : Mango Bajito de Juan Castilo : Carson
- 2012 : Bro' de Nick Parada : Gilbert
- 2012 : Death Race: Inferno de Roel Reiné : Goldberg (directement en DVD)
- 2013 : Bilet na Vegas de Gor Kirakosian : Mister Chich
- 2013[n 6] : Counterpunch de Kenneth Castillo : Manny Navarro
- 2013 : The Insomniac de Monty Miranda : Jairo Torres
- 2013 : The Cloth de Tristan Price : le père Connely
- 2013 : Amelia's 25th de Zach Cole : Don Javier
- 2013 : Zombie Hunter de K. King : Jesus
- 2013 : Five Thirteen de Kader Ayd : El Loco
- 2013 : Froid comme la vengeance (The Contractor) de Sean Olson : Javier Reyes
- 2013 : Chavez Cage of Glory de Hector Echavarria : Mando
- 2013 : Machete Kills de Robert Rodriguez : Machete Cortez
- 2013 : Dead in Tombstone de Roel Reiné : Guerrero Hernandez (directement en DVD)
- 2013 : Pendejo de Jairaj Walia : Pedro
- 2013 : Kuryer iz Raya de Mikhail Khleborodov : rôle inconnu
- 2013 : Force of Execution de Keoni Waxman : Oso
- 2014 : Voodoo Possession de Walter Boholst : Billy Kross
- 2014 : Bad Asses de Craig Moss : Frank Vega
- 2014 : Bullet de Nick Lyon : Frank « Bullet » Marasco
- 2014 : Opération Muppets de James Bobin : Danny Trejo[n 7]
- 2014 : 20 Ft Below: The Darkness Descending de Marc Clebanoff : Angel
- 2014 : In the Blood (Out of Control) de John Stockwell : Big Biz
- 2014 : Beyond Justice de Timothy Woodward Jr. (en) : Tattoo
- 2014 : Preggoland de Jacob Tierney : Pedro
- 2014 : Last Chance Hotel (en) (Reaper) de Philip Wen-Han Shih : Jack
- 2014 : Strike One de David Llauger Meiselman : Manny Garcia
- 2014 : Bad Luck de John Herzfeld : Vic
- 2015 : The Burning Dead de Rene Perez : Night Wolf
- 2015 : VANish de Bryan Bockbrader : Carlos
- 2015 : Hope Lost de David Petrucci : Marius
- 2015 : Bad Asses on the Bayou de Craig Moss : Frank Vega
- 2015 : Alcatraz Prison Escape: Deathbed Confession de John Edward Lee : le narrateur
- 2015 : Blackwater (en) (The Night Crew) de Christian Sesma : Aguilar
- 2015[n 8] : L'Attaque du requin à trois têtes (3-Headed Shark Attack) de Christopher Ray : Max Burns, pêcheur (directement en DVD)
- 2015 : L.A. Slasher de Martin Owen : le trafiquant de drogue no 2
- 2015 : 4 Got 10 de Timothy Woodward Jr. : Mateo Perez
- 2015 : No Way Out de Hector Echavarria : Don Caceres
- 2015 : The Ridiculous 6 de Frank Coraci : Cicero
- 2015 : Pure Love de Manny Martinez Hernandez : oncle Freddy
- 2015 : Street Level de David Labrava : Carlton, le portier
- 2016 : Range 15 (en) de Ross Patterson (en) : Zombie Trejo
- 2016 : Vigilante Chronicles (en) (Vigilante Diaries) de Christian Sesma : Crazy Joe (non crédité)
- 2016 : Halloweed de LazRael Lison : Patch
- 2016 : Beyond the Game d'Erken Ialgashev : José
- 2016 : Cyborg X de K. King : capitaine Machine Gun
- 2016 : North by El Norte de Mark L. Christensen : oncle John
- 2016 : 1st Strike de David Llauger Meiselman : Manny Garcia
- 2016 : Mostly Ghostly : Une nuit dans la maison hantée (Mostly Ghostly 3: One Night in Doom House) de Ron Oliver : M. Morgo (directement en DVD)
- 2016 : Chronology ou The Lost Day de Kipp Tribble et Derik Wingo : Jackhammer (directement en DVD)
- 2017 : Cross Wars de Patrick Durham : Muerte
- 2017 : Juarez 2045 de Chris Le : Angel Malvado
- 2017 : Boost de Nathan Gabaeff : Roy Casares
- 2017 : All About the Money de Blake Freeman : Luis Diego
- 2017 : Death House de B. Harrison Smith : Murderer (non crédité)
- 2017 : Dead Again in Tombstone : Le Pacte du Diable (Dead Again in Tombstone) de Roel Reiné : Guerrero de la Cruz (directement en DVD)
- 2017 : McDick de Chris McDonnell : Oscar
- 2017 : Murder in the Woods de Luis Iga : le shérif Lorenzo
- 2017 : Maximum Impact d'Andrzej Bartkowiak : Don Sanchez
- 2017 : BorderCross de Chuck Walker : Paco
- 2017 : Avenge the Crows de Nathan Gabaeff : Antonio
- 2018 : Gone Are the Days de Mark Landre Gould : River Man
- 2018 : Fury of the Fist and the Golden Fleece d'Alexander Wraith : Nino Grande
- 2018 : Bully de Santino Campanelli : Manny
- 2018 : Frat Pack de Michael Philip : Dirty
- 2018 : Silencer de Timothy Woodward Jr. : Ocha
- 2018 : Death Race: Anarchy (Death Race: Beyond Anarchy) de Don Michael Paul : Goldberg
- 2018 : Mr Malevolent de Rusty Cundieff et Darin Scott : Mister Malevolent
- 2018 : #Roxy de Michael Kennedy : le principal Castillo
- 2019 : Wish Man (en) de Theo Davies : Jose
- 2019 : Slasher Party de Tony Villalobos : Smiley Face
- 2019 : Grand-Daddy Day Care (en) de Ron Oliver : Eduardo Hernandez (directement en DVD)
- 2019 : The Short History of the Long Road d'Ani Simon-Kennedy : Miguel
- 2019 : The Outsider (en) de Timothy Woodward Jr. : Carlos
- 2018 : The Margarita Man de Daniel Ramos : Dr Valenzula
- 2019 : Madness in the Method (en) de Jason Mewes : Danny
- 2019 : Dora et la Cité perdue (Dora and the Lost City of Gold) de James Bobin : Babouche le singe (voix)
- 2019 : Bullets of Justice (en) de Valeri Milev : Grave-digger
- 2019 : 3 from Hell de Rob Zombie : Rondo
- 2019 : Bare Knuckle Brawler de Joe Gawalis : Santo Ariza
- 2019 : Big Kill de Scott Martin : le général Morales
- 2019 : Acceleration (en) de Michael Merino et Daniel Zirilli : Santos
- 2019 : Cross 3 (Cross: Rise of the Villains) de Patrick Durham et Paul G. Volk : Muerte

##### Années 2020
- 2020 : Final Kill de Justin Lee : Francesco
- 2020 : Cover Me (In Stranger Company) de Phillip Abraham : Big Mike
- 2020 : Pistolet (Pistolera) de Damian Chapa : Indio
- 2020 : American Pie Présente : Girls Power (American Pie Presents: Girls' Rules) de Mike Elliott : le concierge Steve Garcia (directement en DVD)
- 2020 : The Last Exorcist de Robin Bain : Marco
- 2020 : Lumpia with a Vengeance de Patricio Ginelsa : Reyes
- 2020[n 9] : Lunar Effect de Todd Christopher Van : Esteban
- 2021 : Green Ghost and the Masters of the Stone de Michael D. Olmos : Maître Gin
- 2021 : The House Next Door: Meet the Blacks 2 (The House Next Door) de Deon Taylor[25] : Hugo
- 2021 : La Sombra Del Gato de José María Cicala : Sombra
- 2022 : The Legend of La Llorona (en) de Patricia Harris Seeley : Jorge
- 2022 : The Prey: Legend of Karnoctus de Cire Hensman et Matthew Hensman : Vega
- 2023 : Brothers of Justice de Tao Mijares : Joe Sitting
- 2024 : Seven Cemeteries de John Gulager : Bravo
- 2024 : Reapers de Justin Price : le vagabond

#### Films d'animation
- 2009 : The Haunted World of El Superbeasto de Rob Zombie : Rico
- 2014 : La Légende de Manolo (The Book of Life) de Jorge R. Gutierrez : le squelette de Luis (voix originale)
- 2016 :  Paroles de Champion (A Horse Story) de John Rogers : Moonlight (voix originale)
- 2016 : Cigognes et Cie de Nicholas Stoller et Doug Sweetland : Jasper (voix originale)
- 2017 : Mutafukaz de Shôjirô Nishimi et Guillaume Renard : Bruce (voix anglaise)
- 2020 : Bob l'éponge, le film : Éponge en eaux troubles : El diablo (voix originale)
- 2022 : Les Minions 2 : Il était une fois Gru (Minions: The Rise of Gru) : Stronghold (voix originale)

### Télévision

#### Téléfilms
- 1988 : Shannon's Deal de Lewis Teague
- 1991 : La Stratégie de l'infiltration (Doublecrossed) de Roger Young : Lito
- 1992 : Nails de John Flynn
- 1993 : 12 : 01 de Jack Sholder : Un prisonnier
- 1994 : Les Révoltés d'Attica de John Frankenheimer : Un prisonnier
- 2006 : Slayer de Kevin VanHook : Montegna
- 2012 : Ghostquake : La Secte oubliée (Haunted High) de Jeffery Scott Lando : Ortiz
- 2012 : Rise of the Zombies de Nick Lyon : le capitaine Caspian
- 2016 : Rudy de Titmouse : oncle Lester (téléfilm d'animation, voix originale)
- 2018 : Hooked de Scott Crane et Joe di Gennaro : Jesus

#### Séries télévisées
- 1989 : W.B., Blue and the Bean de Max Kleven
- 1991 : Alerte à Malibu (Baywatch) (TV) - saison 2, épisode 5 1992 : Alerte à Malibu (Baywatch) (TV) - saison 3, épisode 9 : un preneur d'otage
- 1993 : Last Light de Kiefer Sutherland
- 1993 : Love Cheat and Steal de William Curran
- 1995 : Le Rebelle (Renegade) (TV) - saison 4, épisode 21
- 1995 : New York Police Blues (NYPD Blue) (TV) - saison 3, épisode 17
- 1997 : Walker, Texas Ranger (TV) - saison 6, épisode 23
- 1997 : Brooklyn South (TV) - saison 1, épisode 21
- 1998 : New York Police Blues (NYPD Blue) - saison 6, épisode 3
- 2000 : X-Files : Aux frontières du réel (The X-Files) (TV) - saison 8, épisode Combattre le passé : Cesar Ocampo
- 2001 : Washington Police (The District) (TV) - saison 2, épisode 21
- 2002 : The Hire: Beat the Devil (TV) de Tony Scott (court-métrage publicitaire pour BMW)
- 2003 : Parents à tout prix, Saison 4, épisode 12 : Raoul
- 2003 : Alias (TV) - saison 2, épisode 20 : Emilio Vargas
- 2004 : Monk (TV) - saison 2, épisode 16 : Spydey Rudner
- 2005 : Desperate Housewives (TV) - saison 2, épisode 8 : Hector Ramos
- 2005 : Puzzle (Chasing Ghosts) de Kyle Dean Jackson : Carlos Santiago
- 2007 : La Prison hantée (Furnace) de William Butler : Fury
- 2007 : Stargate Atlantis, saison 4, épisode 7 : Omal
- 2008 : Les Feux de l'amour, saison 36 : Barman Mexicain
- 2009 : Breaking Bad, saison 2, épisode 7 et saison 3, épisode 3 : Tortuga
- 2011 : Burn Notice, saison 3, épisode 11 : Vega
- 2011 : Bones, saison 6, épisode 19 : l'évêque
- 2011 : Franklin and Bash, saison 1 : Ultimo
- 2011-2012 : Sons of Anarchy : Romero Parada, dit « Romeo » (saisons 4 et 5)
- 2011 : Modern Family, saison 2, épisode 10 : Gus
- 2012 : Maron (en) : Manny (saison 1, épisode 6)
- 2014 : NCIS : Los Angeles : Tuhon (saison 5, épisode 15)
- 2014 : Saint George (en) : Tio (10 épisodes)
- 2014 : Get Lost : Danny (saison 1, épisode 2)
- 2014 : The Daily Show : le Latino (talk show - saison 20, épisode 15)
- 2015 : Une nuit en enfer (From Dusk till Dawn: The Series) : le Régulateur (9 épisodes)
- 2016 : Angie Tribeca : lui-même (saison 1, épisode 9)
- 2017-2019 : Flash (The Flash) : Breacher, le père de Gypsy (3 épisodes)
- 2017 : Brooklyn Nine-Nine : Oscar Diaz, le père de Rosa (saison 5, épisode 10)
- 2019 : Blue Bloods : Jose Rojas (saison 9, épisode 19)
- 2019 : What We Do in the Shadows : Danny (saison 1, épisode 7)
- 2019 : Seis Manos : El Balde (8 épisodes)
- 2020 : Dynastie (Dynasty) : lui-même (saison 3, épisode 19)
- 2020 : Los Angeles : Bad Girls (L.A.'s Finest) : Reuben Velazquez (saison 2, épisode 1)
- 2021 : American Horror Stories : le Père Noël (saison 1, épisode 4)
- 2022 : Le Livre de Boba Fett (The Book of Boba Fett) : le gardien du Rancor (épisode 3)

#### Séries d'animation
- 2003 : Les Rois du Texas : Enrique (saison 8, épisode 4)
- 2011 et 2019 : La Ligue des justiciers: Nouvelle Génération (Young Justice) : Bane (2 épisodes)
- 2017 : Rick et Morty : Jaguar (saison 3, épisode 3)
- 2017 et 2019 : Raiponce, la série' (Tangled: The Series) : le maraudeur ruiné (saison 1, épisode 4) et le maraudeur malicieux (saison 2, épisode 13)
- 2017 et 2019 : American Dad!' : le garde du corps mexicain (saison 12, épisode 22) et rôle indéterminé (saison 13, épisode 21)
- 2017 : L'Épopée du Chat Potté : Prisonnier d'un conte (Puss in Book: Trapped in an Epic Tale) de Roy Burdine et Johnny Castuciano : El Moco (épisode spécial interactif)
- depuis 2018 : Les Green à Big City (Big City Greens) : Vasquez (20 épisodes - en cours)
- 2019 : Le trio venu d'ailleurs (3Below: Tales of Arcadia) : Tronos (5 épisodes)
- 2021 : Maya and the Three (en) : Cabrakan (3 épisodes)
- 2021 : Les Maîtres de l'univers : Révélation (Masters of the Universe: Revelation) : Ram Man (saison 2, épisode 5)
- depuis 2021 : Fast and Furious : Les Espions dans la course (Fast & Furious Spy Racers) : Tuco (6 épisodes) - en cours)

#### Série documentaire
- 2017 : Man at Arms : Art of War

#### Publicité
- 2013 : Publicités pour les fajitas Old El Paso[26]

### Jeux vidéo

#### Voix
- 1993 : Ground Zero Texas : Shotgun (voix originale)
- 2002 : Grand Theft Auto: Vice City : Umberto Robina (voix originale)
- 2004 : Def Jam: Fight for NY : Trejo (voix originale)
- 2006 : Grand Theft Auto: Vice City Stories : Umberto Robina (voix originale)
- 2010 : Fallout: New Vegas : Raul Alfonso Tejada (voix originale)
- 2010 : The Fight: Lights Out : Duke (voix originale)
- 2011 : Call of the Dead : Danny Trejo (voix originale)
- 2012 : Danny Trejo's Vengeance: Woz with a Coz : Vengeance (voix originale)
- 2014 : Teenage Mutant Ninja Turtles: Danger of the Ooze : Newtralizer (voix originale)
- 2017 : Taco Run! : Danny Trejo (voix originale)
- 2024 : Like a Dragon: Infinite Wealth : Dwight Méndez (voix et modélisation)

#### Autres prestations
- Il est présent en tant que personnage qu'il est possible d'incarner dans le mode zombie du jeu à succès Call of Duty: Black Ops, dans le DLC (Contenu téléchargeable) Call Of The Dead (inclus dans le pack de cartes Escalation disponible sur le Xbox Live ou le Playstation Store).
- Danny Trejo a également fait une apparition dans l'introduction du jeu Greg Hastings tournament paintball Max'D.
- Il apparaît en tant que Machete (Brochete) dans le jeu Broforce.
- Il prête ses traits au personnage de Salvador Cordero dans le jeu Criminal Case sur Facebook.
- Il prête ses traits au maître d'arènes dans le jeu Two Worlds II, à Hatmandor, dans la guilde des guerriers.
- Il apparaît dans le jeu Double Kick Heroes dans la prison.
- En 2018, il est dans le jeu pour smartphone Guns of Boom.
- En 2021, il apparaît dans le jeu Far Cry 6.

### Clips vidéo
- 2008 : Burnin' Up des Jonas Brothers
- 2008 : Like Yeah de Tech N9ne
- 2009 : Nouveau Voyage (C'est la vie) de Pascal Obispo et Baby Bash
- 2011 : Open your eyes du groupe Maylene and the Sons of Disaster
- 2012 : Whistle Dixie de Yelawolf et Travis Barker
- 2013 : Everybody Knows de Dustin Travella
- 2013 : Loco de Enrique Iglesias
- 2014 : Angel in Blue Jeans de Train
- 2015 : Repentless du groupe Slayer
- 2015 : Pride in Prejudice du groupe Slayer
- 2018 : Flames de David Guetta feat. Sia
- 2019 : MAMACITA de Tyga et YG
- 2021 : LA FAMA de The Weeknd et Rosalía
- 2022 : Los Angeles de Reverie et Sick Jacken

### Coproducteur
- 2000 : Animal Factory de Steve Buscemi

## Dans la culture populaire
Le groupe de rock alternatif mexicain Plastilina Mosh lui a consacré une chanson, logiquement intitulée Danny Trejo.
En 2020, Danny Trejo détient le record de l'acteur mort le plus de fois au cinéma, étant mort 65 fois à l'écran.

## Voix francophones
En version française, Danny Trejo est doublé par de nombreux comédiens avant le début des années 2010. Entre 1991 et 2004, Pascal Renwick le double dans Alerte à Malibu, Une nuit en enfer, Inferno, Desperate Housewives et Monk tandis que Marc Alfos le double entre 2002 et 2011 dans XXX, Alias, The Devil's Rejects, Predators et  Death Race 2. Il est également doublé par Enrique Carballido entre 2001 et 2010 dans Bubble Boy,Spy Kids 3 : Mission 3D, Il était une fois au Mexique... Desperado 2, Hood of Horror et Machete. Michel Vigné l'a aussi doublé cinq fois dans Ultime Recours (1998) Une nuit en enfer 2 : Le Prix du sang, Smiley Face, Death Race: Inferno (2013) et Bob l'éponge, le film : Éponge en eaux troubles, ainsi que par François Siener dans Piège fatal et Fanboys.
Depuis 2009 et le film Eyeborgs, Antoine Tomé est devenu sa voix française régulière, l'ayant doublé près d'une vingtaine de fois en 2022. Il le double notamment dans la trilogie Bad Ass, Froid comme la vengeance, Dead in Tombstone, Reaper, Bad Luck, Death Race: Anarchy, Sons of Anarchy, NCIS : Los Angeles, Blue Bloods , What We Do in the Shadows ou encore Monstromalins. En parallèle, il est ensuite doublé par Saïd Amadis dans Machete Kills, Zombie Hunter, Dead Again in Tombstone : Le Pacte du Diable et la série Flash.
À titre exceptionnel, il est doublé par Mario Santini dans Les Princes de la ville, Mostéfa Stiti dans Heat, Christian Pélissier dans Présentateur vedette : La Légende de Ron Burgundy, Alain Dorval dans Urban Justice, Éric Peter dans La linea, Erwin Grünspan dans Force of Execution Patrick Raynal dans The Ridiculous 6, Olivier Piechaczyk dans Une nuit en enfer, la série, Thierry Mercier dans Brooklyn Nine-Nine, Jérémie Covillault dans Dora et la Cité perdue et Günther Germain le double à deux reprises, dans Le Livre de Boba Fett et Les Muppets Rock.
En version québécoise, Manuel Tadros est la voix québécoise régulière de l'acteur. Il le double dans Espions en herbe, XXX, Espions en herbe 3D : Fin du jeu, Halloween, Les Prédateurs, Macheté, Harold et Kumar fêtent Noël en 3D et Violet & Daisy.
Yves Corbeil le double dans La Nuit la plus longue 2: Le Prix du Sang et  sa suite, Aubert Pallascio est sa voix dans  Prédateur nocturne et Il était une fois au Mexique, tandis que Benoît Rousseau  le double dans Course à la mort 2 et Course à la mort 3 : L'enfer.